# Hylexetastes perrotii
A Hylexetastes perrotii a madarak osztályának verébalakúak (Passeriformes) rendjébe, valamint a fazekasmadár-félék (Furnariidae) családjába és a fahágóformák (Dendrocolaptidae) alcsaládjába tartozó faj.

## Rendszerezése
A fajt Frédéric de Lafresnaye francia ornitológus írta le 1844-ben, a Dendrocolaptes nembe, Dendrocolaptes Perrotii néven, innen sorolták át.

## Alfajai
Hylexetastes perrotii brigidai és a Hylexetastes perrotii uniformis alfaját egyes szervezetek önálló fajjá nyilvánították Hylexetastes brigidai és Hylexetastes uniformis néven.

## Előfordulása
Dél-Amerika északi részén, Bolívia, Brazília, Francia Guyana, Guyana, Suriname és Venezuela területén honos. A természetes élőhelye szubtrópusi és trópusi  síkvidéki esőerdők, lombhullató erdők és mocsári erdők. Állandó, nem vonuló faj.

## Megjelenése
Testhossza 30 centiméter, testtömege 95-145 gramm.

## Életmódja
Főleg ízeltlábúakkal táplálkozik, de kisebb gerinceseket is elkap.

## Természetvédelmi helyzete
Az elterjedési területe rendkívül nagy, egyedszáma pedig stabil. A Természetvédelmi Világszövetség Vörös listáján nem fenyegetett fajként szerepel.